# Saint-Christaud (Haute-Garonne)
Saint-Christaud (okzitanisch: Sent Cristau) ist eine französische Gemeinde mit 236 Einwohnern (Stand: 1. Januar 2022) im Département Haute-Garonne in der Region Okzitanien (vor 2016 Midi-Pyrénées). Sie gehört zum Arrondissement Muret und zum Kanton Auterive. Die Einwohner werden Saint-Christaudiens genannt.

## Geographie
Saint-Christaud liegt in der Vorbergzone der Pyrenäen, etwa 35 Kilometer südsüdwestlich von Muret am Fluss Volp. Die Garonne begrenzt die Gemeinde im Nordwesten. Umgeben wird Saint-Christaud von den Nachbargemeinden Gensac-sur-Garonne im Norden, Goutevernisse im Nordosten, Montesquieu-Volvestre im Osten, Montberaud im Südosten und Süden, Le Plan im Süden, Saint-Michel im Südwesten, Couladère im Westen sowie Cazères im Nordwesten.

## Bevölkerungsentwicklung
| Jahr                       | 1962 | 1968 | 1975 | 1982 | 1990 | 1999 | 2006 | 2013 | 2020 |
| Einwohner                  | 213  | 204  | 181  | 199  | 223  | 229  | 249  | 255  | 237  |
| Quellen: Cassini und INSEE |      |      |      |      |      |      |      |      |      |

## Sehenswürdigkeiten

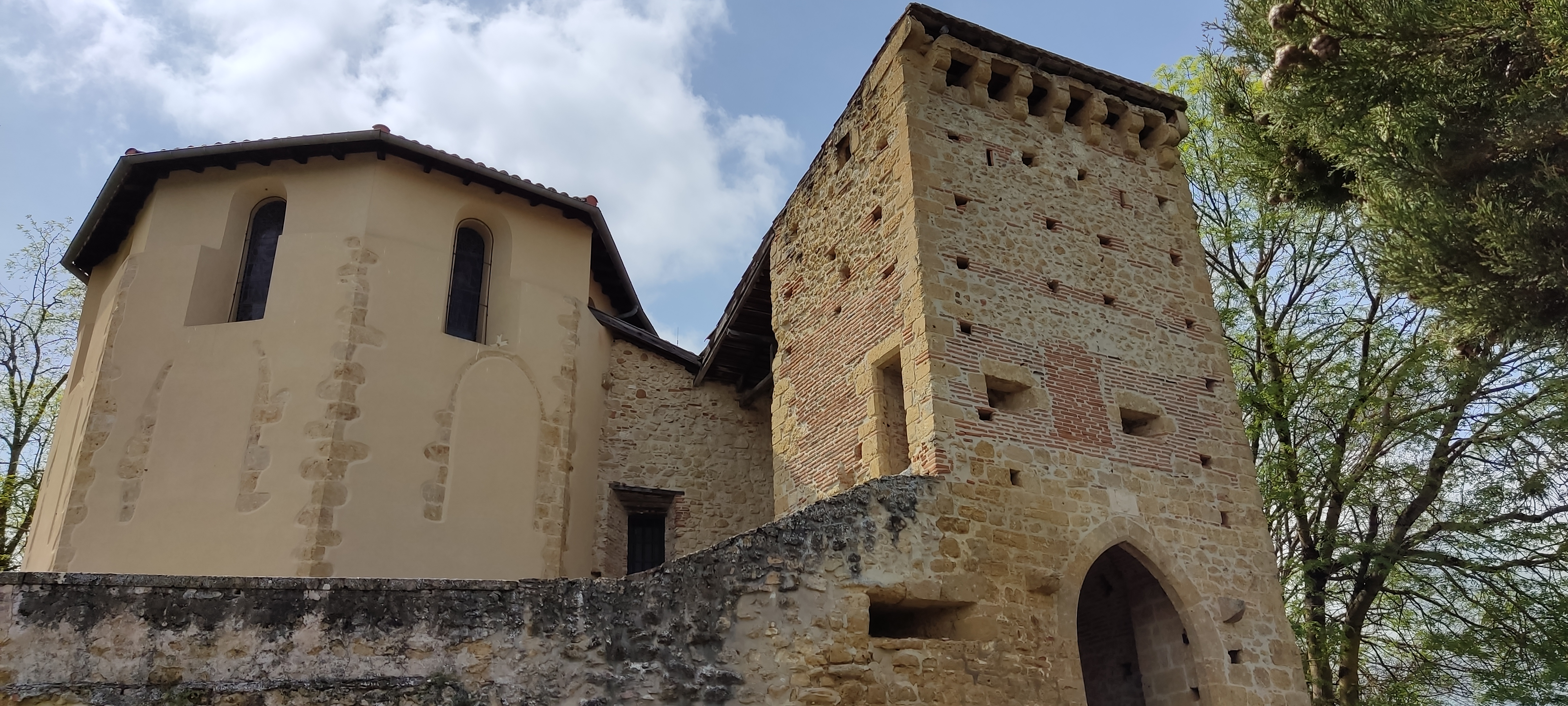
Kirche Saint-Christophe

- Kirche Saint-Christophe